# Pinto (Santiago del Estero)
Pinto is een plaats in het Argentijnse bestuurlijke gebied Aguirre in de provincie Santiago del Estero. De plaats telt 3.605 inwoners.